# Santa Maria degli Angeli a Pizzofalcone

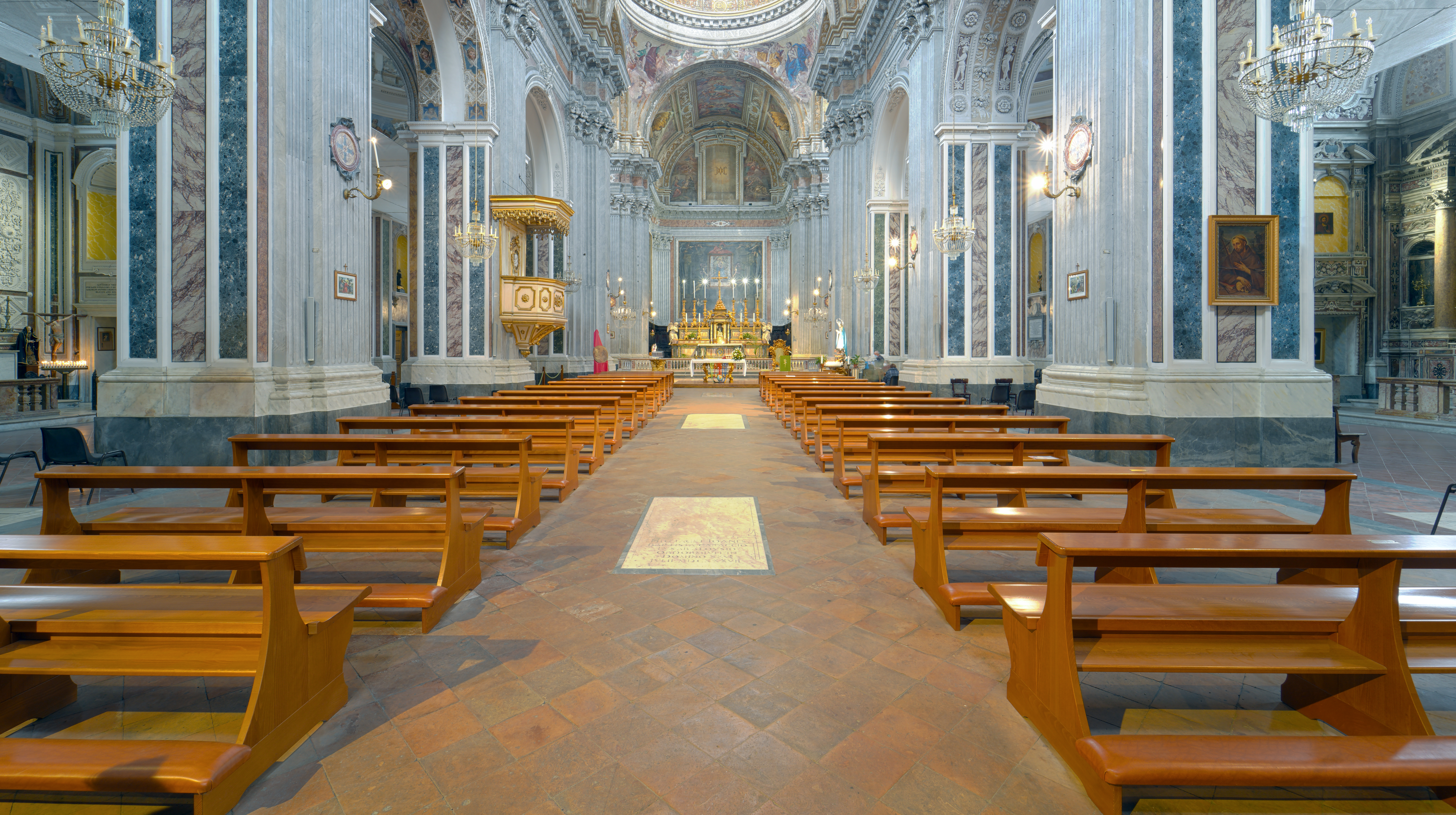
Mittleres Kirchenschiff

Die Basilika Santa Maria degli Angeli a Pizzofalcone ist eine Kirche im historischen Zentrum der Stadt Neapel, auf dem Hügel Pizzofalcone im Stadtteil San Ferdinando.

## Historisches
Die Kirche wurde 1587 von der Adligen Costanza D’Oria del Carretto gegründet, die sie den Theatinern schenkte. Nach einem Plan des Architekten Francesco Grimaldi wurde sie 1610 vollständig umgebaut und nahm das heutige Aussehen an.

## Beschreibung
Die Kirche wurde mit drei Schiffen in Form eines lateinischen Kreuzes, mit Seitenkapellen und einer Kuppel entworfen. Die heutige Fassade wurde in der zweiten Hälfte des 18. Jahrhunderts umgebaut.
Die schlanke und imposante, von Grimaldi entworfene Kuppel, dominiert die Kirche und bringt dank der großen Fenster im Tambour viel Licht ins Innere.
Die Ausgestaltung des Inneren wurde Giovanni Battista Benaschi anvertraut, der das Kirchenschiff und das Querschiff (überdeckt mit einem Tonnengewölbe) mit Episoden aus dem Leben der Jungfrau (1668–1675) und die Kuppel mit der Krönung der Jungfrau dekorierte. Einige dieser Darstellungen wie die Präsentation des Tempels wurden im letzten Krieg zerstört.
Francesco Maria Caselli malte die großen Gemälde um die Mitte des 17.  Jahrhunderts für die Apsis und das Querschiff.
In der Kapelle der Unbefleckten Empfängnis befindet sich ein Gemälde von Massimo Stanzione mit der Darstellung der Jungfrau Maria, während Gemälde von Giovan Bernardo Azzolino die erste und dritte Kapelle auf der linken Seite schmücken.
Ein weiteres wichtiges Werk in der Basilika ist im Chor erhalten: San Gaetano von Luca Giordano aus dem Jahr 1662.
Der Hochaltar von Giovan Battista Broggia ist neoklassisch geprägt und zeigt auf der rechten Seite ein schönes Gemälde von Paolo De Matteis, das den Heiligen Andreas in Ekstase darstellt.
Bemerkenswert sind auch die beiden Gräber, die Tito Angelini für die Familie Serra di Gerace in der ersten Kapelle geschaffen hat.
In der Kirche befindet sich auch das Marmordenkmal des Juristen Giuseppe de Gemmis (1734–1812).
In letzter Zeit wurden in dem Gebiet, auf dem das Gebäude steht, während der Arbeiten an der neuen U-Bahn-Station archäologische Funde aus dem Neapel des 16. Jahrhunderts gefunden.

## Bildergalerie

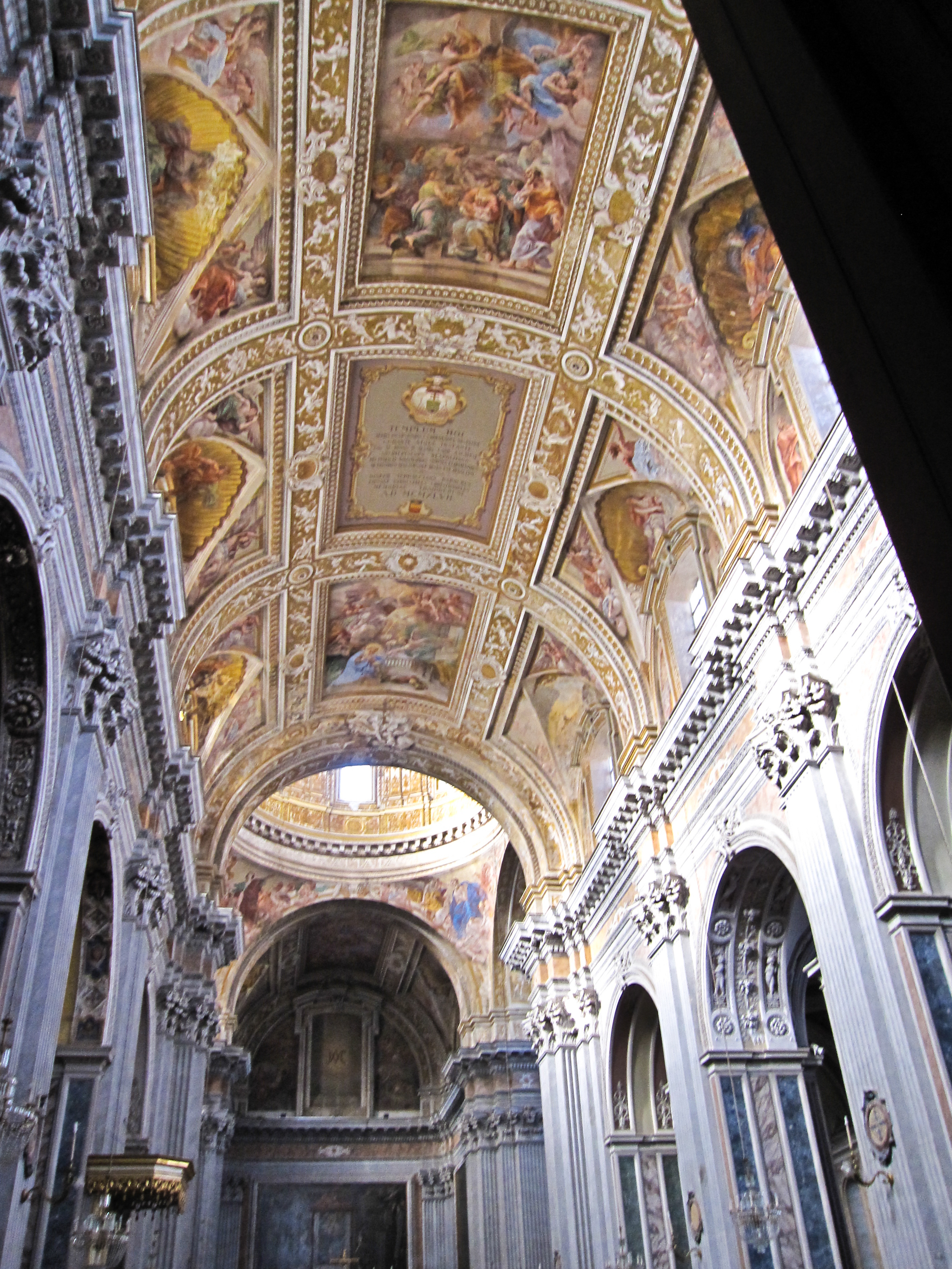
Das Gewölbe
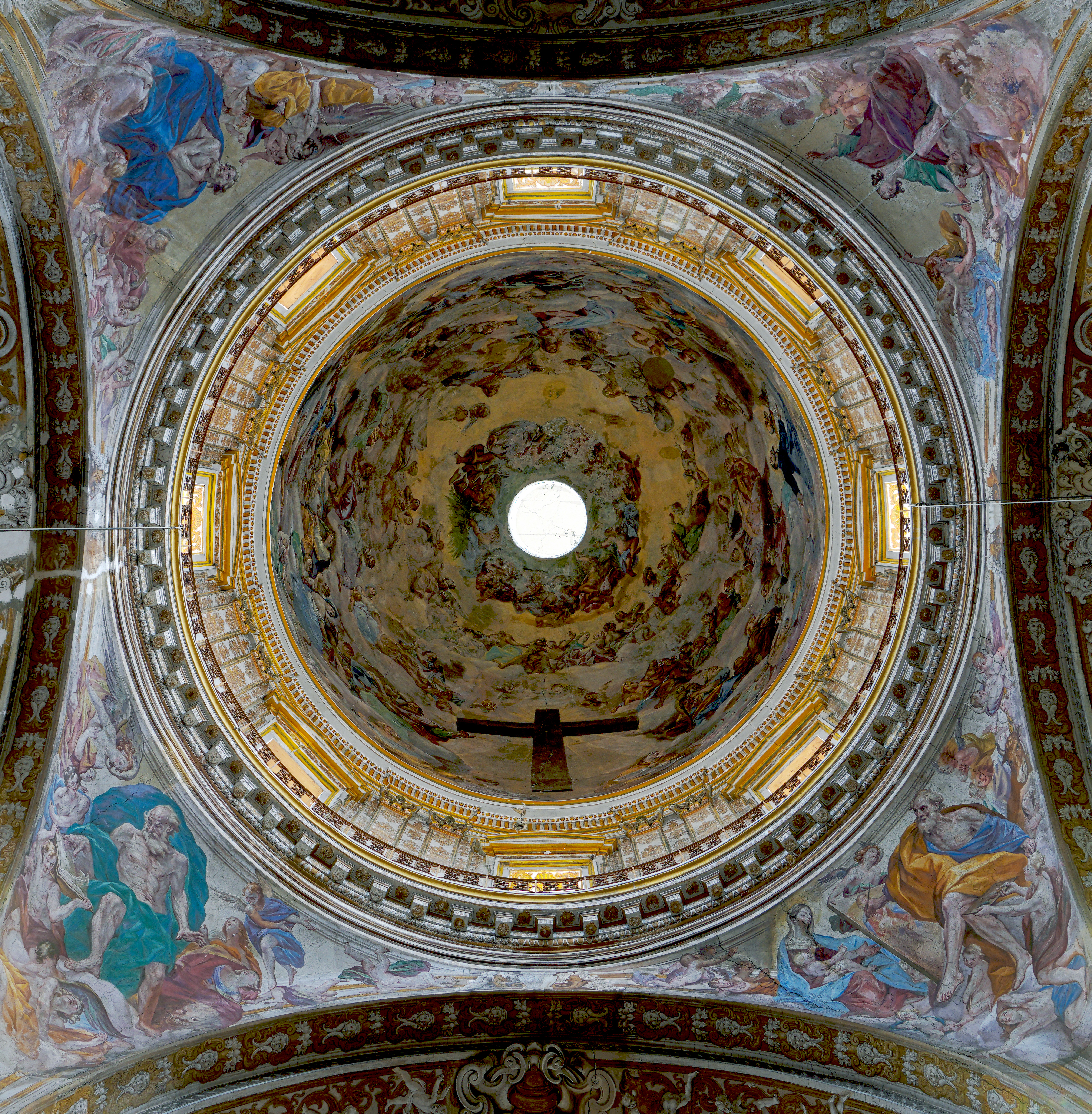
Die Kuppel